# 홍영선
홍영선(洪永善, 일본식 이름: 大山和邦오야마 가즈쿠니, 1897년 1월 24일 ~ 1974년 10월 13일)은 일제강점기의 관료 겸 대한민국의 정치인으로, 본적은 충청북도 충주군 충주면이다.

## 생애
1914년 3월 경성고등보통학교 부설 임시교원양성소 제1부를 졸업했으며 같은 해 4월 강원도 정선공립보통학교 훈도로 임명되었다. 1915년 8월 인제공립보통학교 훈도, 1918년 12월 춘천공립보통학교 훈도로 근무했고 1920년 12월 강원도 내무부 학무과 시학(視學) 겸 강원도 내무부 도시학(道視學), 1922년 강원도 소학교 및 보통학교교원시험 위원, 1923년 11월 강원도 내평공립보통학교 훈도(교장)를 역임했다.
1926년 3월부터 1928년 5월 9일까지 평안북도 용천군 속(屬)으로 근무했으며 1928년부터 1937년까지 평안북도 벽동군수(1928년 5월 10일 ~ 1930년 2월 27일), 용천군수(1930년 2월 28일 ~ 1931년 12월 27일), 창성군수(1931년 12월 28일 ~ 1937년 7월 22일), 선천군수(1937년 7월 23일 ~ 7월 29일)를 차례로 역임했다. 용천군수로 재직 중이던 1931년 10월에는 《조선농회보》(朝鮮農會報)에 기고한 글을 통해 조선총독부가 농작물의 품종 개량, 수리 관개 시설 개량 등 농업 개량에 전력을 기울여 왔다는 점을 근거로 제시하면서 농촌 진흥 정책에 대한 제반 개선책을 주문했다.
평안북도 창성군수로 재직 중이던 1934년 4월 29일 만주사변에 기여한 공로를 인정받아 일본 정부로부터 만주 사변 종군 기장을 받았으며 1935년 6월 11일 일본 정부로부터 훈6등 서보장을 받았다. 1935년부터 1936년까지 평안북도 창성직물검사소 소장을 역임했고 1937년 7월 29일 고등관 4등과 정6위에 서위되었다.
1937년 8월 만주국 무단장 성(牡丹江省, 목단강성) 성장관방(省長官房) 사무관, 1938년 3월 무단장 성 성장관방 경리과장으로 임명되었으며 1938년 12월부터 1940년 8월까지 펑톈 시(奉天市, 봉천시) 실업처 관리과장을 역임하면서 만주국 고위관료로 근무했다. 펑톈 시 실업처 관리과장으로 재직 중이던 1939년 8월에는 《재만조선인통신》(在滿朝鮮人通信)에 기고한 글을 통해 영국이 인도를 식민지로 삼은 뒤부터 인도 대중들을 혹사시키고 있다는 점, 영국이 아편 전쟁을 통해 홍콩을 조차지로 만들었다는 점, 아프리카 대륙에 위치한 영국의 속령(屬領)에서 흑인 노예 노동이 자행되고 있다는 점을 거론하면서 중일 전쟁에서 동아 신질서(東亞 新秩序)를 구축하려는 일본 제국에 방해가 되는 평화의 적인 영국을 단연 배격해야 하는 대상으로 규정했다.
1940년 9월 2일 조선총독부로 복귀한 뒤부터 전라남도 참여관 겸 산업부장으로 임명되었으며 문관보통분한위원회 위원, 전라남도농촌진흥위원회 위원, 전라남도지방방공위원회 위원, 순사징계위원회 위원, 전라남도미곡통제조합연합회 회장, 전라남도임금위원회 위원 등을 역임했다. 1940년 10월 25일과 1942년 10월 25일에는 광주보호관찰심사회 예비위원으로 위촉되었고 1942년 12월 19일 함경남도 참여관 겸 산업부장, 1943년 12월 1일 함경남도 참여관 겸 산업부장으로 임명되었다. 함경남도 참여관 재직 시절 함경남도임금위원회 위원(1943년 1월 ~ 1943년 12월), 함경남도농회장(1943년 1월 ~ 1943년 10월), 조선금융연합회 함경남도지부 감리관(1943년 12월), 함경남도소득심사위원회 위원(1944년 5월)을 역임했으며 1943년 3월 9일 일본 정부로부터 훈5등 서보장, 1944년 12월 일본적십자사로부터 유공장을 받았다.
함경남도 참여관으로 재직 중이던 1943년 9월에는 조선총독부의 기관지인 《조선》(朝鮮)에 기고한 글을 통해 "1876년 강화도 조약 체결을 계기로 조선의 산업 경제는 근대 세계 산업 경제의 일원으로 편입되었다. 1910년 한일 병합 조약 체결을 계기로 총독 정치(식민 통치)가 시작되면서 조선의 산업계가 획기적인 발전을 보게 되었다."고 선전했다. 또한 함경남도가 지리적으로 일본과 만주를 연결하는 일명 '일만(日滿) 경제 블록'의 중추적 위치를 점하고 있기 때문에 함경남도가 전시 동원 체제의 역할을 수행하는 데에 매우 중요하다고 역설했다. 1942년 12월 28일 고등관 3등, 1943년 1월 15일 종5위에 각각 서위되었고 1945년 2월 전시손해보험조사위원으로 위촉되었다.
광복 이후에 동양석탄공업주식회사(東洋石炭工業株式會社) 사장을 역임했으며 1964년 5월 16일 민주공화당 당무위원, 1965년 12월 28일 민주공화당 중앙위원회 부의장으로 각각 선임되었다. 친일파 708인 명단의 도 참여관 부문, 조선총독부 사무관 부문, 민족문제연구소의 친일인명사전 수록자 명단의 관료 부문, 해외 부문, 친일반민족행위진상규명위원회가 발표한 친일반민족행위 705인 명단에 포함되었다.

## 참고자료
- 친일반민족행위진상규명위원회 (2009). 〈홍영선〉. 《친일반민족행위진상규명 보고서 Ⅳ-19》. 서울. 617~629쪽.